# Charles Jones (baloncestista de 1957)
Charles Jones (McGehee, Arkansas; 3 de abril de 1957) es un exjugador de baloncesto estadounidense. Con 2.06 de estatura, su puesto natural en la cancha era el de pívot.  Es hermano de los también jugadores profesionales Caldwell Jones, Major Jones y Wil Jones.

## Estadísticas de su carrera en la NBA
|  | Denota temporadas en las que ganó el Campeonato de la NBA |

### Temporada regular
| Año      | Equipo       | PJ  | PT  | MPP  | %TC  | %3P  | %TL  | RPP | APP | ROB | TPP | PPP |
| -------- | ------------ | --- | --- | ---- | ---- | ---- | ---- | --- | --- | --- | --- | --- |
| 1983-84  | Philadelphia | 1   | 0   | 3.0  | .000 | –    | .250 | .0  | .0  | .0  | .0  | 1.0 |
| 1984-85  | Chicago      | 3   | 0   | 9.7  | .500 | –    | .667 | 2.0 | .3  | .0  | 1.7 | 2.7 |
| 1984-85  | Washington   | 28  | 4   | 22.8 | .528 | –    | .692 | 6.4 | .9  | .8  | 2.6 | 5.9 |
| 1985-86  | Washington   | 81  | 58  | 19.9 | .508 | .000 | .628 | 4.0 | .9  | .7  | 1.6 | 3.9 |
| 1986-87  | Washington   | 79  | 64  | 20.4 | .474 | .000 | .632 | 4.5 | 1.0 | .8  | 2.1 | 3.6 |
| 1987-88  | Washington   | 69  | 49  | 19.0 | .407 | .000 | .707 | 4.7 | .9  | .8  | 1.6 | 2.9 |
| 1988-89  | Washington   | 53  | 45  | 21.8 | .480 | .000 | .640 | 4.8 | .8  | .7  | 1.4 | 2.6 |
| 1989-90  | Washington   | 81  | 81  | 27.7 | .508 | –    | .648 | 6.2 | 1.7 | .6  | 2.4 | 3.2 |
| 1990-91  | Washington   | 62  | 54  | 24.2 | .540 | –    | .580 | 5.8 | .8  | .8  | 2.0 | 2.6 |
| 1991-92  | Washington   | 75  | 32  | 18.2 | .367 | –    | .500 | 4.2 | .8  | .6  | 1.2 | 1.1 |
| 1992-93  | Washington   | 67  | 21  | 18.0 | .524 | .000 | .579 | 4.1 | .6  | .6  | 1.1 | 1.3 |
| 1993-94  | Detroit      | 42  | 0   | 20.9 | .462 | .000 | .559 | 5.6 | .7  | .3  | 1.0 | 2.2 |
| 1994-95† | Houston      | 3   | 0   | 12.0 | .333 | –    | .500 | 2.3 | .0  | .0  | .3  | 1.0 |
| 1995-96  | Houston      | 46  | 0   | 6.5  | .316 | –    | .308 | 1.6 | .3  | .1  | .5  | .3  |
| 1996-97  | Houston      | 12  | 0   | 7.8  | .400 | –    | –    | 1.3 | .3  | .2  | .3  | .3  |
| 1997-98  | Houston      | 24  | 0   | 5.3  | .700 | –    | .500 | 1.0 | .2  | .0  | .3  | .6  |
| Total    | Total        | 726 | 480 | 19.4 | .480 | .000 | .618 | 4.5 | .9  | .6  | 1.6 | 2.5 |

### Playoffs
| Año   | Equipo     | PJ | PT | MPP  | %TC  | %3P  | %TL   | RPP | APP | ROB | TPP | PPP |
| ----- | ---------- | -- | -- | ---- | ---- | ---- | ----- | --- | --- | --- | --- | --- |
| 1985  | Washington | 4  | 0  | 27.5 | .526 | –    | .563  | 6.5 | .8  | .8  | 2.5 | 7.3 |
| 1986  | Washington | 5  | 5  | 14.4 | .364 | –    | 1.000 | 1.8 | .6  | .4  | .4  | 2.4 |
| 1987  | Washington | 3  | 3  | 18.7 | .600 | –    | –     | 2.7 | 1.0 | .7  | 1.7 | 2.0 |
| 1988  | Washington | 5  | 1  | 19.0 | .200 | –    | .500  | 3.4 | .4  | .4  | .8  | .6  |
| 1995† | Houston    | 19 | 0  | 12.5 | .385 | .000 | .333  | 2.3 | .0  | .2  | .5  | .7  |
| 1996  | Houston    | 3  | 0  | 2.7  | .000 | –    | –     | .3  | .0  | .0  | .0  | .0  |
| 1997  | Houston    | 1  | 0  | 2.0  | –    | –    | –     | .0  | 1.0 | .0  | .0  | .0  |
| 1998  | Houston    | 4  | 0  | 2.8  | –    | –    | 1.000 | .8  | .3  | .0  | .0  | .5  |
| Total | Total      | 44 | 9  | 13.4 | .426 | .000 | .556  | 2.5 | .3  | .3  | .7  | 1.5 |